# Saint-Marcel (Savoie)
Saint-Marcel is een gemeente in het Franse departement Savoie (regio Auvergne-Rhône-Alpes) en telt 678 inwoners (1999). De plaats maakt deel uit van het arrondissement Albertville.

## Geografie
De oppervlakte van Saint-Marcel bedraagt 8,8 km², de bevolkingsdichtheid is 77,0 inwoners per km².
De onderstaande kaart toont de ligging van Saint-Marcel (Savoie) met de belangrijkste infrastructuur en aangrenzende gemeenten.

## Demografie
Onderstaande figuur toont het verloop van het inwonertal (bron: INSEE-tellingen).

1. ↑  Populations de référence 2022.